# خوسيه أنطونيو غورديلو
خوسيه أنطونيو غورديلو (بالإسبانية: José Antonio Gordillo Luna) هو لاعب كرة قدم إسباني، ولد في 24 يناير 1974 في مورور في إسبانيا. لعب مع ريال مورسيا.

## وصلات خارجية
- خوسيه أنطونيو غورديلو على موقع قاعدة بيانات كرة القدم.إي يو (الإنجليزية)